# Kutzenhausen (Bajo Rin)
Kutzenhausen es una localidad y comuna francesa, situada en el departamento de Bajo Rin en la región de Alsacia.

## Demografía
| 764 | 785 | 719 | 713 | 740 | 783 |
| Para los censos de 1962 a 1999 la población legal corresponde a la población sin duplicidades (Fuente: INSEE [Consultar]) |     |     |     |     |     |

## Hermanamientos
- Kutzenhausen (Alemania)